# Archena
Archena és una ciutat de més de quinze mil habitants, capital econòmica de la Vall de Ricote, a la Regió de Múrcia, situada en el seu extrem sud. Es troba a 30 quilòmetres de la ciutat de Múrcia. Limítrof amb els municipis de Villanueva del Río Segura i Ulea, i Lorquí i Ceutí, ja al Segura Mitjà.
Archena ha tingut una intensa relació, que de vegades ha estat de pertinença, amb la Corona d'Aragó, i de fet va ser repoblada amb un gran nombre de catalans i aragonesos. És dels pocs municipis de Múrcia que ha conservat la senyera en el seu escut i en la seva bandera. Coneguda des de l'antiguitat per les seves aigües termals, en l'actualitat han donat pas a un dels més prestigiosos balnearis de Múrcia. Encara que històricament s'ha vinculat amb la comarca del Segura Mitjà, actualment capitalitza la comarca de la Vall. La vila d'Archena és la més recent de les 7 que componen la Vall de Ricote. El seu nom va aparèixer cap al 1300.

## Entitats de població
Pertanyen a Archena les entitats de població de L'Algaida, Baños, Barrio Providencia, Otro lao, Serretilla, Torre de Junco o Arboledas. Cap d'aquestes està a més d'1 quilòmetre del centre urbà, degut al fet que el terme municipal és molt reduït.

## Economia
És un dels municipis murcians amb una major projecció i un major dinamisme en la seva economia, coneguda pel seu sector turístic, hortofruticola i industrial, amb una gran relació a nivell comercial amb la resta de la Val de Ricote, la vega del Segura i el veí País Valencià, a escassos, 20 quilòmetres de la seva frontera.

## Fills il·lustres
Archena va ser el lloc de naixença del poeta Vicente Medina, autor de l'obra Aires murcianos, entre d'altres.